# Georges Gope-Fenepej
Georges Gope-Fenepej (Lifou, 23 ottobre 1988) è un calciatore francese, attaccante del St-Pryvé St-Hilarie e della nazionale neocaledoniana.

## Carriera

### Club
Gope-Fenepej ha iniziato la sua carriera nel 2011, trasferendosi dal Kirkitr al Magenta. In carriera ha segnato complessivamente 2 gol in 3 partite nella OFC Champions League. Il 29 giugno 2012 firma un contratto di un anno con i francesi del Troyes; l'11 agosto 2012 esordisce con la nuova maglia in una partita persa per 1-0 contro il Valenciennes, in Ligue 1. Viene riconfermato anche per la stagione successiva, disputata in Ligue 2 dopo la retrocessione dell'anno precedente.

### Nazionale
Ha partecipato ai Calcio ai Giochi del Pacifico 2011 con la Nuova Caledonia, segnando sette gol, ed aiutando a far vincere il titolo alla propria nazionale.

## Palmarès
- Giochi del Pacifico: 2011